# Scaptia muscula
Scaptia muscula är en tvåvingeart som beskrevs av Carl Schurz English 1955. Scaptia muscula ingår i släktet Scaptia och familjen bromsar. Inga underarter finns listade i Catalogue of Life.